# Miami Hurricanes
Miami Hurricanes är en idrottsförening tillhörande University of Miami och har som uppgift att ansvara för universitetets idrottsutövning.

## Idrotter
Hurricanes deltager i följande idrotter:
| Herrar - Amerikansk fotboll - Baseboll - Basket - Friidrott - Simhopp - Tennis - Terränglöpning | Damer - Basket - Fotboll - Friidrott - Golf - Rodd - Simhopp - Simning - Tennis - Terränglöpning - Volleyboll |

## Idrottsutövare

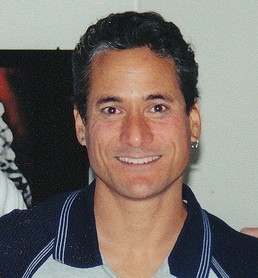
Greg Louganis.

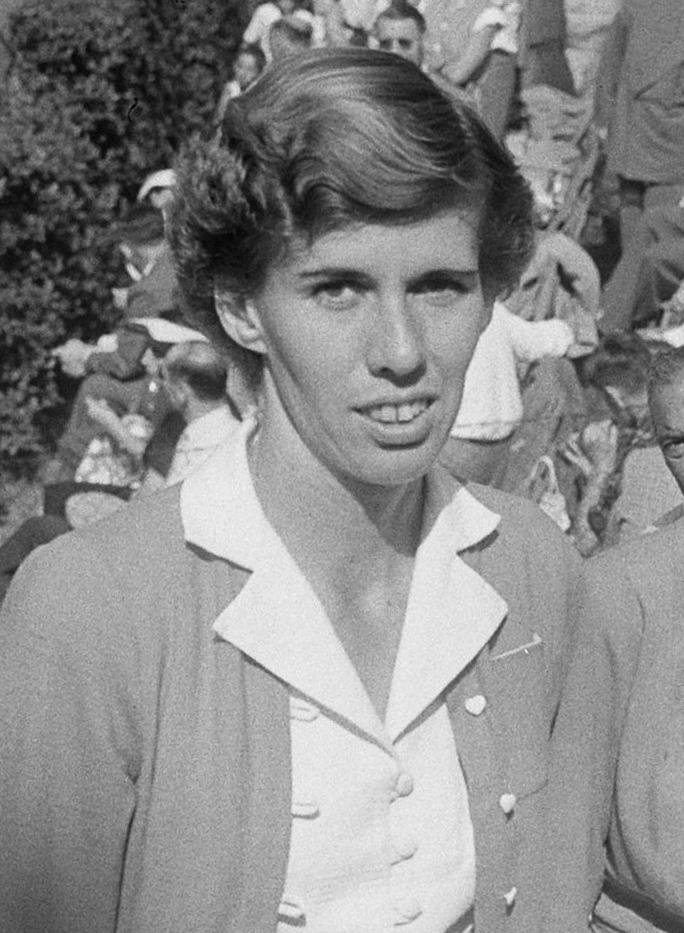
Doris Hart.

| Amerikansk fotboll - Michael Irvin - Dwayne Johnson - Jim Kelly - Ray Lewis - Warren Sapp - Randy Shannon - Sean Taylor - Vinny Testaverde Baseboll - Ryan Braun Basket - Rick Barry - Bruce Brown - Kyshawn George - Jordan Miller - Lonnie Walker IV | - Isaiah Wong Friidrott - Murielle Ahouré - Alysha Newman - Lauryn Williams Simhopp - Sam Dorman - Greg Louganis Simning - Gary Abraham - David Wilkie - Manon van Rooijen Tennis - Doris Hart - Michael Russell - Pancho Segura |